# Regne de Chandrapur
El regne de Chandrapur, conegut també com a regne de Chanda-Sirpur per les seves dues capitals principals (la primera i la darrera) i també com a regne gond de Telangana (per estar situat al modern districte d'Adilabada Telangana), fou un estat que va existir del segle xiii al XVIII, regit per gonds.

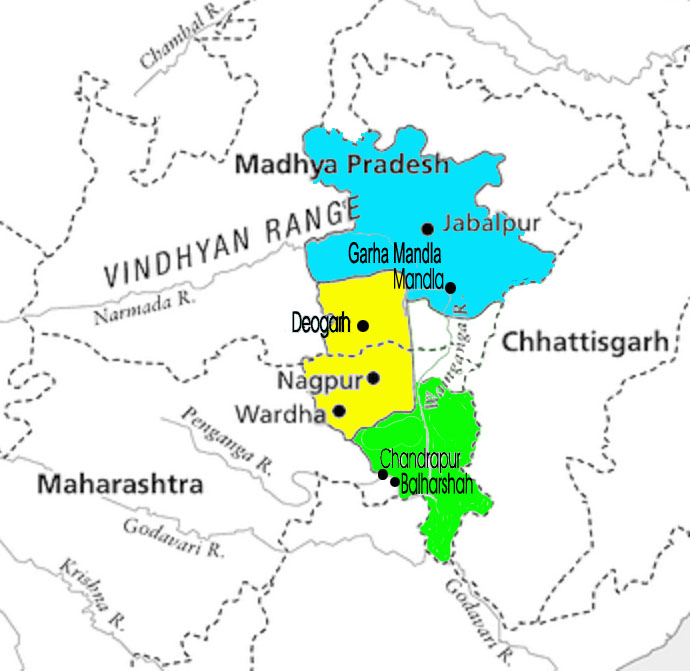
Els tres regnes gonds

## Els gonds
Els gonds eren una tribu (una ètnia) del centre de l'Índia que vivien al nord del Godavari fins a les muntanyes Vindhya i Satpura, i a les valles del Narmada i Tapati, a les selves de Bastar a Chattisgarh i al districte d'Adilabad a Telangana. Alguns historiadors consideren que els gonds són el mateix poble que la tribu Pulinda esmentada en una inscripció de pedra d'Asoka.
Els gonds, anomenats a si mateixos com koitur, parlen el gond o koitur però són anomenats quasi sempre gonds (al districte d'Adilabad són els Gonds Dhurve però els restants són anomenats Raja Gonds o Gonds Reials a causa que havien estat governats per dinasties pròpies). Els gonds dels districte de Chanda, Ballaharsha i Yatmal a Maharashtra i els Gonds d'Adilabad a Telangana pertanyen a la mateixa ètnia. Els seus ancestres van fundar un regne ocupant els districtes de Chanda i Ballaharsha (regne de Chandrapur); també es va fundar un altre regne important a la vall superior del riu Narmada (regne de Garha-Mandla) així com un altre regne a Adilabad (Telangana); aquest darrer fou fundat el 1220 i aquest article correspon únicament a aquest. Els gonds van construir fins a 21 fortaleses (entre elles Kienhur/Asifabad, Laksettipet, Bodh, Adilabad, Utnoor, Sirpur, Tandur, Manikghar, Ballaharsha, Chandrapur, Yatmal, Nirmal, Jakut i Khinapur) les ruïnes de les quals encara es conserven 

## Fundació
Els sistemes administratius entre els gonds apareixen ja al final del segle ix, però el nivell de civilització entre grups era molt variat. El regne de Telanga es va establir vers 1220 per un gond anomenat Kol o Kolkhil (vers 1220-1240). Algunes tribus de Maharashtra van començar a emigrar a Telangana i Kolkhil, oposat a aquesta migració, va unir les tribus gonds de Telanga i va crear el regne amb capital a Sirpur. Va entrenar a alguns joves en les armes i els va convertir en guerrer; uns dos-cents anys abans s'havia establert al seu darrere un regne naga regit per la dinastia mana amb capital a Vairaghar i Kolkhil va envair aquest regne i el va annexionar reforçant el regne de Sirpur. Kolkhil fou contemporani del Kakatiya Ganapati (rei vers 1199–1260). Van governar el regne durant 530 anys i el seu símbol era un lleó; el nom de la família fou Singh (lleó).

## Primers reis
Bhim Bhallal Singh (1240-1262) va succeir a Kolkhil; va construir una fortalesa a Sirpur i va reclutar molts joves per l'exèrcit amb els que va derrotar a diversos veïns i va ampliar el regne. També fou contemporani del Kakatiya Ganapati. El següent sobirà fou el seu fill Khurda Bhallal Singh, partidari del pacifisme, que va desenvolupar el regne en els camps financer, social i cultural, i va observar els dies sagrats i els festivals religiosos dels gonds. Fou contemporani de la reina kakatiya Rudrama Devi (1261–1289/95). El va succeir el seu fill Hira Singh, que va dividir el regne en petites regions administratives, va construir forts en cadascuna d'elles i va nomenar homes de confiança pels seus govern; també va nomenar als caps dels forts i als recaptadors d'impostos; el regne va esdevenir molt pròsper; també va introduir reformes administratives que van beneficiar al poble. Va governar vers el final del segle xiii i començament del XIV.
Andea Bhallal Singh, fill de Hira Singh, va pujar al tron i fou impopular a causa de la pujada d'impostos i altres practiques que van causar una revolta i va morir poc després. El va succeir el seu fill Talwar Singh i va tornar a ser un bon rei que va ajudar al poble al que va donar llibertat; els caps dels forts i els seus ministres van trair la seva confiança i van tornar a les practiques del pare, tornant a apujar els impostos; per evitar l'oposició del rei van crear el seu propi exèrcit i estaven disposats a declarar la independència de cada regió; Talwar Singh va perdre el control, per la qual cosa va abdicar en el seu fill Kesar Singh que va combatre contra els caps dels forts revoltats contra el seu pare i els va derrotar; llavors va tornar a reduir els impostos i taxes i es va centrar en l'agricultura facilitant el regadiu mitjançant estanys i excavació de pous d'aigua potable; també va fer reformes administratives novament i va aconseguir suport popular.
Dinakar Singh, fill de Kesar Singh, va succeir al seu pare. Va ser patró de la literatura i les arts i especialment de diversos músics i erudits marathis; la literatura marathi va florir sota el seu govern; va observar escrupolosament les festes i tradicions gonds i el seu govern és considerat com l'edat d'or del país. El va succeir el seu fill Ram Singh, que va construir diverses fortaleses i va convertir zones selvàtiques en camps agrícoles de les que va fer responsables als caps dels forts; va fundar noves poblacions i el regne va prosperar. Sirpur es va transformar en una ciutat important i els feudataris del regne (anomenats "Tarvekes") es van incrementar.

## Primer conflicte amb Delhi
Surja Bhallal Singh, fill de Ram Singh, va pujar al tron al lloc del seu pare vers el 1405 i va governar més de 30 anys potser uns 40 (vers 1405-1445). Fou contemporani del bahmànida Tadj al-Din Firuz Shah (1397-1422); va viatjar a Vanarasi i Lucknow per rebre entrenament militar i habilitats administratives i en la seva absència els seus subordinats van saquejar el regne; després el sultà de Delhi va capturar a Surja i el va enviar presoner a Delhi. El seu lloctinent Jarba va reunir l'exèrcit gond disposat a marxar a Delhi per alliberar a Surja, però la fill del sultà va demanar al seu pare alliberar el rei; el sultà el va contractar per lluitar contra els seus enemics i el rei va acceptar; llavors es va reunir amb l'exèrcit de Jarba amb el qual va combatre a Fort Kaibur, que pertanyia a un rei rajput menor dels Chandeles anomenat Mohan Singh; el sultà en recompensa, li va donar el títol de Shershah i el va deixar tornar al seu regne al que va cedir diverses terres frontereres; posteriorment els descendents de Surja Bhallal van portar el títol de Shershah.

## Reis delseglexval XVII
Khandia Bhallal Shah va governar entre 1445 i 1490; la seva esposa es va posar malalta i els metges li van recomanar canviar de residència; va abandonar Sirpur i va construir Bhallalpur a la riba del riu Vine Ganga, on va residir en endavant. Més tard va establir una altra ciutat anomenada Chandrapur (moderna Chanda) i va canviar la capital a aquesta nova ciutat. El va succeir el seu fill Hir Shah (1490-1521) que va introduir diversos canvis el sistema de viatges i va decidir posar part de les jungles en aprofitament per l'agricultura; als seus subordinats els va donar el títol de nayak (plural Nayakes); en el seu regnat la terra cultivables es va incrementar i, per tant, els ingressos; va encoratjar als caps locals a construir estanys i rescloses per aportar aigua pels regadius dels camps agrícoles i va emetre un edicte anunciant que donaria terres a qualsevol que construís reserves d'aigua i donaria pattes (un patta és un títol de propietat de la terra) sobre les terres de la jungla posades en cultiu. La prosperitat que can comportar aquestes mesures foren notables.
Després de Hir Shah van seguir diversos reis amb seu a Chandrapur: Bhuma i Lokba (fills adoptius que van governar conjuntament sota regència de la vídua Hirabai); Kondia Shah o Karna Shah (germà de Hir Shah) vers 1550; la seva vídua Durgavati (morta el 1563 pels mogols) com a regent dels seus fills Babaji Bhallal Shah i Vir Narayan (vers 1560-1597) el primer dels quals va morir en la lluita contra els mogols d'Akbar el Gran i el segon va passar el 1563 a ser vassall de l'Imperi Mogol; Dhundia Ram (1597 - 1622) de parentiu indeterminat; Khrishna Shah (1622 - 1640) fill de l'anterior que va estendre el seu territori a Nagpur; i Bir Shah (1640 - 1691), fill de l'anterior, que durant el conflicte de Xah Jahan va deixar de pagar tribut però finalment Aurangzeb va enviar un exèrcit manat per Diler Khan que va obligar el rei a demanar la pau i restaurar el tribut; Bir Shah va morir a mans d'un Rajput de nom Hiraman durant la cerimònia del seu segon matrimoni.

## Darrers reis
Després van seguir Ram Shah (1691-1735) que era fill adoptiu, sota regència per un temps de Rani Hirai, vídua de Bir Shah; i Nilkanth Shah (1735-1751) fill de l'anterior i darrer rei de Chandrapur; Nilkanth va intentar expulsar del poder que exercia sobre el país gond a Raghuji Bhonsle, raja maratha de Nagpur, però fou derrotat i va haver d'acceptar el domini senyorial de Bhonsle i van quedar reduïts només a Ballarshah, mentre que Chandrapur fou annexionada a Nagpur. Les condicions foren dures i Nilkanth va intentar una nova revolta però fou fet presoner i deposat; Chandrapur fou annexionada als dominis dels marathes Bhonsles.
Els marathes van permetre alguns gonds esdevenir zamindars subordinats mentre que altres foren nomenats Deshmukhs i Deshpandeys. Després de les guerres anglo-marathes, aquests darrers foren derrotats i van esdevenir vassalls de l'Imperi Britànic i els territoris del centre van esdevenir la província de Berar que va passar al nizam d'Hyderabad, incloent la regió d'Adilabad, i hi van restar fins 1948. Encara algunes famílies reials Gond viuen avui dia a les poblacions de Utnoor i Kanchanpally al districte d'Adilabad.

## Reis
- Kol o Kolkhil, vers 1220
- Bhim Bhallal Singh, vers 1240-1262
- Khurda (Kharja) Ballal Singh, vers 1262-?)
- Hir (Hira) Singh, vers 1300
- Andea (Andia) Bhallal Singh, segle XIV
- Talwar Singh, segle XIV
- Keshar Singh, segle XIV
- Dinkar (Dinakar) Singh, segle xiv
- Ram Singh, vers 1400
- Surja Bhallal Singh vers 1405-1445
- Khandia (Kandkya) Bhallal Shah, vers 1445-1490
- Hir Shah, vers 1490-1521
- Bhuma i Lokba (conjuntament) 1521-vers 1530
  - Hirabai (vídua regent) 1521 a vers 1530
- Kondia (Karna) Shah vers 1530-1560
- Babaji Bhallal Shah i Vir Narayan (conjuntament), vers 1560-1597 i vers 1560-1563
  - Durgavati (vídua regent) vers 1560-1563
- Dhundia Ram, 1597 - 1622
- Khrishna Shah, 1622 - 1640
- Bir Shah, 1640 - 1691
- Ram Shah, 1691-1735
- Nilkanth Shah, vers 1735-1751